# Гуткина, Вера Абрамовна
Вера Абрамовна Гуткина (9 февраля 1953 — 22 декабря 2022) — русско-израильская художница, поэтесса и писательница.

## Биография
Вера Гуткина родилась в Москве в семье учёных. Её отец, Абрам Гуткин, прослуживший в Красной Армии во время Второй Мировой Войны, был профессором физики в
электро-инженерном институте Москвы. Её мать, Фаина Цизина, работала инженером,, а её брат, Евгений Гуткин, был профессором математики в Университете Южной Калифорнии, и в Университете Николаса Коперникуса в Торунь. Вера Гуткина и её отец были «отказниками», которым было отказано в разрешении покинуть Советский Союз до 1981 и 1987 годов соответственно.
Гуткина закончила магистратуру по профессии инженера в 1977 году, но никогда не занималась этим ремеслом. Она посвятила всю свою жизнь живописи и писательской деятельности. Русский художник Владимир Штраних, ученик известного русского импрессиониста Константина Коровина, принял Гуткину в подмастерья, когда ей исполнился 21 год, и она училась под его руководством несколько лет.

## Израиль
Гуткина иммигрировала в 1982 году и обосновалась в Иерусалиме. Её работы были представлены на постоянной основе в галереях Нора, Элла, в Доме художников в Иерусалиме, в галерее Хорас Рихтер в Яффо, а также в индивидуальных и групповых выставках в Тель-Авиве, в Торонто, Оттаве, в Нью- Иорке, Флоренции и в Париже.

## Награды и гранты
В 1988 году Гуткина получила грант от Министерства Культуры и Образования в Париже, Cite Internationale des Arts.
В течение её жизни она неоднократно возвращалась к этому учреждению и работала там над несколькими её центральными сериями картин
Гуткина получила ряд наград. Среди них: награда Гельбер Заиль(1982), приз Иосифа Колкобского (1985) и приз Шошаны Иш-Шалом (2013), выданный Домом Художников в Иерусалиме.

## Стиль творчества
Ранние работы Гуткиной в Советском Союзе отличаются тёмной палитрой. В Израиле, её работы приобрели более выразительный и красочный характер. Согласно мнению журналистки и архивистки Рахель Азуз, вероятно, что качество света в Израиле способствовало изменениям в стиле Гуткиной.
Исскуствовед Тали Тамир охарактеризовала Гуткину как художницу, которая достигла уровня личной свободы и глубины творческой палитры, создающие творения, говорящие
« сами за себя». В документальном фильме « Brush Work» Гуткина отметила: « Цвет- это мой родной язык».
Гуткина исследовала в своих произведениях Иерусалим, Париж и Венецию, Зен Буддизм; она посвятила обширные серии изображению ангелов и птиц. Во все периоды своего творчества Гуткина продолжает писать портреты, различные образы, пейзажи и натюрморты. Одним из самых известных изображенных ею портретов был образ Раввина Авраама-Ицхака а-Коена Кука, первого ашкеназийского раввина Израиля. Картина находится в постоянной экспозиции Музея Рава Кука в Иерусалиме.
Один из ведущих историков искусства Израиля, Гидеон Офрат, увидел в творчестве Гуткиной «замечательную способность объединять художественные знания, умеренную модернистскую осведомленность и глубокую человеческую чувствительность». По словам Офрата, Гуткина «продолжила русскую модернистскую традицию Роберта Фалька […], художника, который перекинул мост между парижским постсезаннизмом и русским кубизмом […]».
Жюри премии имени Шошаны Иш-Шалом, присудившее Вере Гуткиной эту награду в 2013 году, объяснило своё решение следующим образом: «Образы, колеблющиеся между духовным и земным, появляются в картинах Веры Гуткиной и воздействуют на зрителя как своего рода мираж. […] Это соединение движущегося образа на тонкой оси между фигуративностью и абстракцией, с одной стороны, и графической, но одновременно технически сложной манерой исполнения — с другой, придаёт работам высокую степень сложности и завораживающий эстетический облик». Жюри также подчеркнуло: «Её решение представить полотна как своего рода неоформленные настенные поверхности напоминает о христианско-религиозных мотивах — об иконах в удалённых, тёмных и пыльных церквях — и связывает традиции религиозного и светского искусства».

## Общественная деятельность
В 1994 Гуткина вела общественную и юридическую войну за возмещение финансовых убытков, причиненных группой «Исрасов», которая обязывалась оказывать помощь русским евреям в переводе имущества в Израиль, и укравшая 18 миллионов от 600 семей репатриантов; среди пострадавших была и мать Гуткиной.
Гуткина основала организацию «Сод», «Секрет», объединившую жертв преступления, с юридической помощью адвоката Якова Хисдай. В завершении процесса, Леонид Ройтман был приговорён к десяти годам лишения свободы (22, 23, 24). Правительство выплатило пострадавшим 75 % украденной у них суммы денег.
В тот же период времени Гуткина пишет серию работ политического содержания «Мясорубка», которая была представлена на персональной выставке в Доме художников в Иерусалиме в 2002 году.

## Проза и стихи
Гуткина опубликовала три книги на русском языке:
- «Нужник с крокодилами» (2000): Мемуары, документирующие её опыт во время борьбы с Исрасовым.
- «На вернисаже — На свежем воздухе» (2001): Сборник пьес, написанных в соавторстве с Аникой Тугаревой.
- «В лабиринт» (2003): Сборник стихов.

## Личная жизнь
В 1983 году Гуткина вышла замуж за Абрашу Рачковского, пережившего Катастрофу, который репатриировался в Израиль из Советского союза (Литвы). Они развелись в 1995 году. У пары родились двое детей: Авива Рот и Тамар Рачковские.
В 2015 году Тамар Рачковская выпустила документальный фильм «Русское лицо», в котором исследуются творчество Гуткиной и связь материнства и искусства.
Гуткина скончалась в 2022 году. Она похоронена на кладбище «Хар-Ха-Зейтим» в Иерусалиме.